# 슬릿
슬릿(slit)은 대부분의 좌우대칭동물(양측 대칭을 갖는 동물)의 신경 발달에 중요한 신호 전달 역할을 하는 분비된 세포외 기질 단백질 패밀리이다. 곤충과 선충류를 포함한 하등 동물 종은 단일 슬릿 유전자를 가지고 있는 반면, 인간, 생쥐 및 기타 척추동물은 Slit1, Slit2 및 Slit3의 세 가지 슬릿 상동체를 가지고 있다. 인간 슬릿은 암 및 염증과 같은 특정 병적 상태에 관여하는 것으로 나타났다.
중추신경계의 복부 정중선은 축삭돌기가 뇌의 같은 쪽에 교차하여 측면으로 투영되거나 머물도록 결정할 수 있는 핵심 장소이다. 슬릿 단백질의 주요 기능은 생쥐, 닭, 인간, 곤충, 선충류 및 플라나리아를 포함한 대부분의 양쪽 동물 종의 중추신경계의 정중선을 통해 세로 축삭이 교차하는 것을 방지하는 정중선 퇴치제 역할을 하는 것이다. 또한 연합 축삭의 재교차를 방지한다. 표준 수용체는 로보(Robo)이지만 다른 수용체가 있을 수도 있다. 슬릿 단백질은 바닥판(척추동물의 경우) 내의 세포 또는 정중선 신경교(곤충의 경우)에 의해 생성 및 분비되며 바깥쪽으로 확산된다. 슬릿/로보(Slit/Robo) 신호전달은 개척자 축삭 유도에 중요하다.